# Vol Japan Airlines 350
L'accident du vol Japan Airlines 350 est un accident aérien dans lequel un Douglas DC-8 de la Japan Airlines, effectuant un vol intérieur entre l'Aéroport de Fukuoka et l'aéroport international de Tokyo-Haneda, s'est écrasé en mer quelque minutes avant l'atterrissage le 9 février 1982, faisant 24 morts et 149 blessés sur les 174 occupants (166 passagers et 8 membres d'équipage).

## Avion

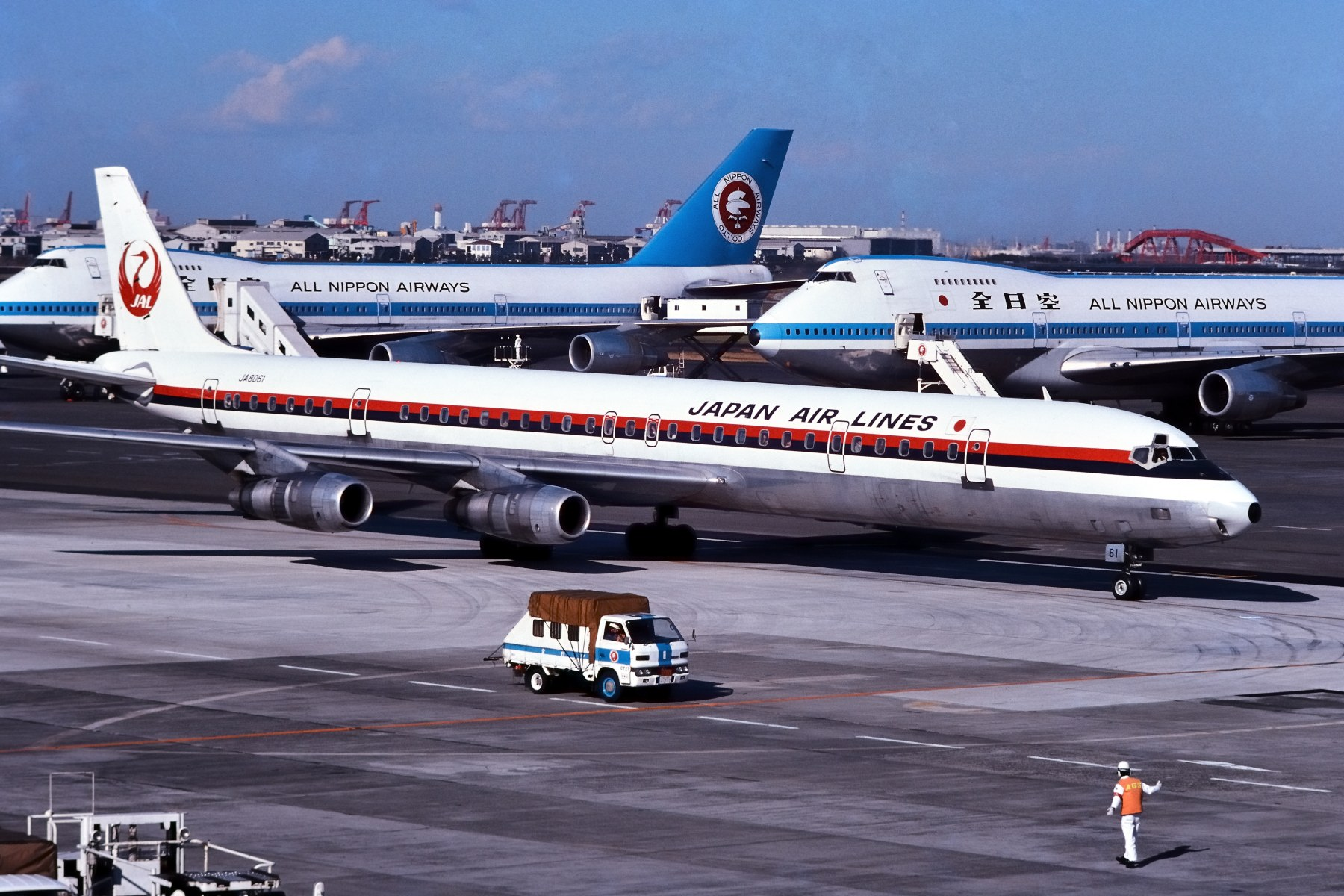
JA8061, le DC-8 impliqué dans l'accident, ici à l'aéroport international de Tokyo-Haneda en novembre 1981

L'aéronef en question était un Douglas DC-8-61 immatriculé JA8061 (numéro de série 45889). Il a été fabriqué par McDonnell Douglas en 1967 et, au cours de ses 15 années de service, il a totalisé 36 955 heures de vol. Il était également équipé de quatre moteurs Pratt & Whitney JT3D-3B.

## Déroulement du vol
L'équipage de ce vol était composé du commandant Seiji Katagiri, 35 ans, du copilote Yoshifumi Ishikawa, 33 ans, et du mécanicien naviguant Yoshimi Ozaki, 48 ans. La cause de l'accident a été attribuée au commandant de bord, qui a volontairement fait s'écraser l'appareil pour se suicider et tuer l'ensemble de ses occupants.
Le rapport indique que le commandant de bord a enclenché les inverseurs de poussée des moteurs intérieurs en vol. Pendant la descente, Katagiri a désactivé le pilote automatique, a poussé ses commandes vers l'avant et a placé les manettes des gaz sur ralenti. Ishikawa et Ozaki ont travaillé pour maîtriser le commandant et reprendre le contrôle in extremis. 
Malgré leurs efforts, la descente du DC-8 n'a pas pu être complètement rétablie et il s'est posé, à grande vitesse, dans des eaux peu profondes à 510 mètres de la piste. Lors de l'accident, le cockpit du DC-8 s'est séparée du reste du fuselage et a continué à se déplacer sur plusieurs mètres avant de s'arrêter.

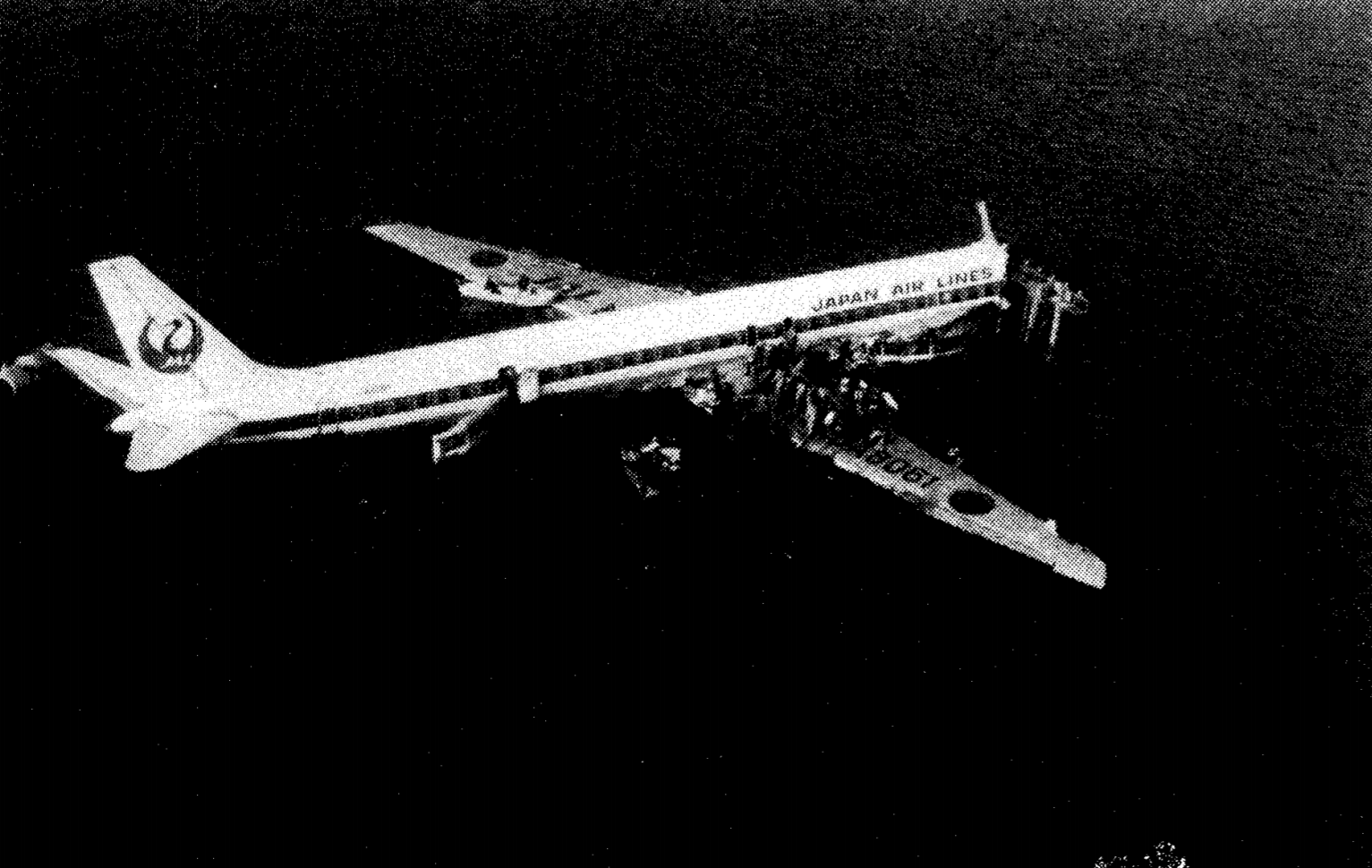
L'épave du vol 350, photographié peu après le crash.

Parmi les 166 passagers et 8 membres d'équipage, 24 sont morts. À la suite de l'accident, Katagiri, l'une des premières personnes à être secourue, a déclaré aux sauveteurs qu'il était un employé de bureau pour éviter d'être identifié. 
On a découvert plus tard que Katagiri souffrait de schizophrénie paranoïaque avant l'incident, ce qui lui a valu d'être déclaré irresponsable pénalement dû à un trouble psychiatrique. Les enquêteurs du gouvernement japonais ont attribué l'incident à un manque d'examens médicaux appropriés qui ont permis à Katagiri de voler.
À la suite de l'accident, Katagiri a été placé dans un établissement psychiatrique pendant plusieurs années avant d'être relâché.